# Tramways à vapeur Flessingue - Middelbourg et extensions
De Societé Anonyme des Tramways à vapeur Flessingue - Middelbourg et extensions (TVFM), (nl)  Naamloze vennootschap van Stoomtramwegen Vlissingen - Middelburg en uitbreidingen, later officieel genaamd Societé Anonyme d' Éclairage et Tramways Electriques, (nl)  Naamloze vennootschap van Verlichting en Elektrische Tramwegen, was een van oorsprong Belgisch trambedrijf, dat de Nederlandse steden Vlissingen en Middelburg op Walcheren met elkaar verbond (tramlijn Vlissingen - Middelburg). Zij werd opgericht op 11 februari 1885 te Brussel en nam de exploitatie, die eind 1881 was begonnen, over van een particuliere concessionaris. Na elektrificatie in 1910 en overname door de provincie Zeeland op 1 januari 1929 werd de exploitatie voortgezet tot de inundatie van Walcheren in oktober 1944.

## Geschiedenis

### Aanleg
De tramplannen voor Walcheren waren aanvankelijk uitgebreider dan alleen een paardentramlijn Vlissingen - Middelburg. Een lijn naar Domburg, via Koudekerke lag ook in de bedoeling. Een derde lijn Middelburg - Veere liep spaak op desinteresse van de gemeente Veere. In 1875 gaf het rijk toestemming tot de aanleg van de tramverbinding tussen Middelburg en Vlissingen aan de heer Pietersen uit Den Haag. Waarschijnlijk heeft Pietersen deze vergunning overgedaan aan een andere gegadigde, Grüber uit Utrecht, die een definitieve concessie kreeg in 1879. 
Op 14 april 1906 kreeg de tram gezelschap van de Stoomtram Walcheren (SW). Dit was meer een aanvulling van het net van Vlissingen - Middelburg dan daadwerkelijke concurrentie. De SW exploiteerde een lijn van Middelburg naar Domburg via Koudekerke en Westkapelle, met een zijlijn van Koudekerke naar het station in Vlissingen, die gedeeltelijk parallel aan die van de TVFM lag.

### Exploitatie
Toen de TVFM de lijn nog niet exploiteerde verliep de dienstuitvoering van de vijf dagelijkse slagen bijzonder slecht. Het materieel werd verwaarloosd en de te lichte baan gaf aanleiding tot veel ontsporingen. Van de bedongen lijn naar het station Vlissingen kwam niets terecht, maar de lijn naar het Badhuis werd in 1885 in dienst genomen. Na de overdracht aan de TVFM lijkt het beter te zijn gegaan, hoewel er veel klachten kwamen van het publiek over de orde en zeden in de trams.
Toch was de exploitatie een succes. De trams bestonden in 1907 uit acht rijtuigen, die toch niet in de behoefte konden voorzien. Daarnaast reden er 's ochtends speciale 'werkmanstreinen' voor personeel van de scheepswerf De Schelde. Ten behoeve van het vervoer van grotere goederen en vee reed in een aantal trams een wagen mee.

### Materieel
De exploitatie werd begonnen met drie locomotieven van Carels Frères te Gent. In 1885 werd het park uitgebreid met een locomotief van Black Hawthorn, die in 1887 alweer werd vervangen door een loc van Carels. In 1904 en 1908 werden nog eens een, respectievelijk twee locomotieven in dienst genomen van Métallurgique Tubeke en van de werkplaats van de Belgische Buurtspoorwegen.
In 1881 werd begonnen met vier gesloten en twee open tramrijtuigen. De laatste werden al voor de TVFM-tijd weer afgevoerd en twee van de vier andere in 1897. De TVFM breidde het aantal rijtuigen in 1886 uit met drie, in 1887 met twee en in 1895 met weer twee rijtuigen. Als laatste kwamen in 1898, 1900 en 1910 respectievelijk drie, twee en een rijtuigen in dienst. Al deze rijtuigen waren gebouwd door Seneffoise, ook uit België. In totaal zijn er dus 19 rijtuigen geweest. Twee daarvan werden al snel afgevoerd. Één verongelukte in 1903.
Verder waren er nog twee wagens voor het vervoer van goederen. Ze werden in 1910 verbouwd, de een tot platte wagen, de andere tot pekelwagen. Vermoedelijk is er ook sprake geweest van kolenvervoer, maar daarover en het gebruikte materieel is niets bekend.

### Elektrisch materieel
Vergeleken met andere interlokale elektrische tramlijnen in Nederland had Vlissingen - Middelburg een bescheiden rijtuigpark. Er werden uitsluitend kleine, relatief trage tweeassers aangeschaft, waaraan in de loop der jaren nauwelijks iets is veranderd.
In 1910 kwamen tien motorrijtuigen (met een elektrische uitrusting van ACEC), twaalf aanhangrijtuigen en twee bagagewagens in dienst, alle door Allan gebouwd naar het voorbeeld van een tramtype met drie zijruiten dat ook aan de RETM geleverd was (motorwagens 127-151). De balkons van de motorwagens waren door glaspuien afgesloten, maar de aanhangers hadden open balkons, die in de loop der jaren nooit zijn dichtgemaakt. Daarnaast waren nog vijf van de stoomtram afkomstige rijtuigen aanwezig, die bijna alleen in de werkmanstreinen dienstdeden. Zij werden dan getrokken door een elektrische motorwagen. De locomotieven en resterende rijtuigen van de stoomtram werden verkocht.
In 1926 werd het materieel uitgebreid met twee door de Hannoversche Waggonfabrik (HaWa) gebouwde, brede motorwagens (nummers 20 en 21). Zij waren van een moderner type dan de Allan-rijtuigen, hadden vier zijruiten en een tondak in plaats van de lichtkap. Door hun hoge gewicht en hun zwakke motoren presteerden ze slechts matig en werden daarom vaak als aanhangwagen gebruikt. Zij leverden dus geen bijdrage aan een modernisering van de exploitatie, die van 1910 tot 1944 altijd achterwege is gebleven.
Vijf Allan-motorwagens van de tramlijn Vlissingen - Middelburg deden van 1946 tot 1949 nog dienst op een stadslijn in Utrecht die onderdeel was van de tramlijn Utrecht - Zeist van de NBM. Drie aanhangwagens werden aangekocht door de NZHVM om te gaan rijden op de stadslijnen van de Blauwe Tram. Zij kwamen in 1946 in Leiden aan, maar tot daadwerkelijke inzet is het niet gekomen. De rest van het VM-materieel werd na de stillegging van het bedrijf gesloopt.